# Idecabtagene vicleucel
Idecabtagene vicleucel es una terapia contra el cáncer que está indicada en el tratamiento del mieloma múltiple. Su uso fue aprobado por la Agencia de Alimentos y Medicamentos de Estados Unidos el 26 de marzo de 2021 y por la Agencia Europea de Medicamentos el 18 de agosto de 2021. Es una inmunoterapia autóloga de linfocitos T modificados geneticamente, también llamada terapia de linfocitos T con CAR o CAR-T. Entre sus efectos secundarios se encuentra el síndrome de liberación de citoquinas y el síndrome de toxicidad neurológica asociado a la terapia con células inmunoefectoras.

## Indicaciones
Está indicado para pacientes diagnosticados de mieloma múltiple en recaída o refractario a otros tratamientos que hayan recibido al menos tres tratamientos previos.

## Mecanismo de acción
El medicamento está formado por linfocitos T del mismo paciente, genéticamente modificados, que
expresan un receptor de antígeno quimérico anti-BCMA. El BCMA es un antígeno proteico transmembrana situado en la superficie celular que se expresa principalmente en los linfocitos B y actúa como receptor del factor activador de célula B (BAFF).